# Praxis (gruppo musicale)
I Praxis sono un supergruppo statunitense nato da un progetto del musicista Bill Laswell.
Il gruppo combina diversi generi musicali come funk, jazz, hip-hop ed heavy metal sino alla musica improvvisata.
Il primo album fu pubblicato nel 1992 e si intitola Transmutation (Mutatis Mutandis). I musicisti principali sono Buckethead, Bill Laswell, Brain (batterista dei Primus) e Bernie Worrell.

## Musicisti
I seguenti musicisti hanno contribuito ai vari esperimenti dei Praxis:
- Buckethead - chitarre
- Bill Laswell - basso
- Bernie Worrell - tastiera
- Brain - batteria
- Bootsy Collins - basso e voce
- Les Claypool - basso, whamola e voce
- DJ Disk - giradischi
- Af Next Man Flip - giradischi
- Invisibl Skratch Piklz - giradischi
- DXT - giradischi
- Cindy Blackman - batteria
- Yamatsuka Eye - voce
- Kathy Brown - voce
- Toshinori Kondo - tromba
- Hakim Bey - voce
- Lili Haydn - violino
- John Zorn - sassofono
- Mick Harris - batteria
- Alex Haas - tastiera
- David Castellan
- Julian Joyce
- Pat Thrall - chitarra
- Anne Pollack - flauto
- Charlotta Jansen - voce
- Peter Wetherbee - batteria, chitarre, voce, sintetizzatore, beats

## Discografia

### Album in studio
- 1992 - Transmutation (Mutatis Mutandis)
- 1993 - Sacrifist
- 1994 - Metatron
- 1998 - Mold
- 2008 - Profanation (Preparation for a Coming Darkness)

### Album dal vivo
- 1997 - Live in Poland
- 1997 - Transmutation Live
- 1999 - Warszawa
- 2005 - Zurich
- 2007 - Tennessee 2004

### EP
- 1984 - 1984
- 1992 - A Taste of Mutation

### Compilation
- 1998 - Collection

### Singoli
- 1992 - Animal Behavior